# Холодна Марина Олександрівна
Марина Олександрівна Холодна (нар. 12 вересня 1949) — радянський і російський психолог доктор психологічних наук, професор Інституту психології РАН. Відома насамперед дослідженнями у сфері психології інтелекту, обдарованості, педагогічної психології та когнітивних стилів.

## Біографія
Після закінчення у 1971 році психологічного факультету ЛДУ працювала 10 років на кафедрі психології та педагогіки Томського державного університету. Кандидат психологічних наук (1974, дисертація «Експериментальний аналіз особливостей організації понятійного мислення»).
З 1981 року доцент, а потім професор кафедри психодіагностики та медичної психології у Київському державному університеті. З початку 1990-х на роботі в МДУ, де захистила докторську дисертацію «Структурна організація індивідуального інтелекту».
З 1994 — провідний науковий співробітник лабораторії психології здібностей Інституту психології РАН (Москва), з 2001 — зав. лабораторією психології здібностей ім. В. Н. Дружиніна. Член Федерації психологів освіти Росії. Має понад 150 наукових публікацій.

## Основні роботи

### Монографії
- Холодная М. А. Интегральные структуры понятийного мышления. — Томск: Изд-во ТГУ, 1983. — 190 c.[2]
- Холодная М. А. Психология интеллекта: парадоксы исследования. — Томск: Изд-во Томск. ун-та; М.: Изд-во «Барс», 1997. — 392 с.
- Холодная М. А. Психология интеллекта: парадоксы исследования. 2-е изд., перераб. и доп. — СПб.: Питер, 2002. — 272 с.
- Холодная М. А. Когнитивные стили. О природе индивидуального ума. 2-е изд., перераб. — СПб. «Питер», 2004. — 384 с.
- Гельфман Э. Г., Холодная М. А. Психодидактика школьного учебника. Интеллектуальное воспитание учащихся. — СПб.: Питер, 2006. — 384 с.
- Холодная М. А. Психология понятийного мышления: От концептуальных структур к понятийным способностям. — М.: Изд-во «Институт психологии РАН», 2012. — 288 с.

### Статті
- Холодная М. А. Существует ли интеллект как психическая реальность? // Вопросы психологии. — 1990. — № 5 (27 березня). — С. 121–128.
- Холодная М. А. Психологические механизмы интеллектуальной одарённости // Вопросы психологии. — 1993. — № 1 (27 березня). — С. 32–39.
- Холодная М. А. Психологическое тестирование и право личности на собственный вариант развития // Психология. Журнал Высшей школы экономики. — 2004. — Т. 1, № 2 (27 березня). — С. 66–75.
- Холодная М. А. Профессиональные иллюзии как следствие упрощенных представлений о человеческом интеллекте // Психология. Журнал Высшей школы экономики. — 2004. — Т. 1, № 4 (27 березня). — С. 38–44.

## Нагороди
Премія Президента Російської Федерації в галузі освіти за 1998 рік — за комплекс дослідницьких робіт на тему «Вітчизняний напрямок у психології творчості та обдарованості: теоретичні та методичні основи виявлення та розвитку обдарованості» для вищих навчальних закладів.